# Abolboda
Abolboda (Abolboda) – rodzaj roślin z rodziny łuczydłowatych (Xyridaceae). Obejmuje 20–22 gatunki występujące w tropikalnej Ameryce Południowej, gdzie rosną na mokradłach.

## Systematyka
Pozycja systematyczna według APweb (aktualizowany system APG IV z 2016)
Rodzaj z rodziny łuczydłowatych (Xyridaceae) z podrodziny Abolbodoideae.
Wykaz gatunków
- Abolboda abbreviata Malme
- Abolboda acaulis Maguire
- Abolboda acicularis Idrobo & L.B.Sm.
- Abolboda americana (Aubl.) Lanj.
- Abolboda bella Maguire
- Abolboda ciliata Maguire & Wurdack
- Abolboda dunstervillei Maguire ex Kral
- Abolboda ebracteata Maguire & Wurdack
- Abolboda egleri L.B.Sm. & Downs
- Abolboda × glomerata Maguire
- Abolboda grandis Griseb.
- Abolboda granularis (Maguire) L.M.Campb. & Kral
- Abolboda killipii Lasser
- Abolboda linearifolia Maguire
- Abolboda macrostachya Spruce ex Malme
- Abolboda neblinae Maguire
- Abolboda paniculata Maguire
- Abolboda poarchon Seub.
- Abolboda pulchella Bonpl.
- Abolboda scabrida Kral
- Abolboda sprucei Malme
- Abolboda uniflora Maguire